# Dendropanax pendulus
Dendropanax pendulus är en araliaväxtart som först beskrevs av Olof Peter Swartz, och fick sitt nu gällande namn av Joseph Decaisne och Jules Émile Planchon. Dendropanax pendulus ingår i släktet Dendropanax och familjen Araliaceae. Inga underarter finns listade.